# Cow Cow Davenport
Pour les articles homonymes, voir Davenport.
Charles Edward « Cow Cow » Davenport (23 avril 1894 - 3 décembre 1955) est un pianiste et chanteur américain de boogie-woogie et de piano blues, ainsi qu'un artiste de minstrel show. Il joue également de l'orgue. Cow Cow Davenport est l'un des premiers pianistes à enregistrer des airs de boogie-woogie sur disque.
Il enregistre aussi sous les pseudonymes de Bat The Humming Bird, George Hamilton et The Georgia Grinder. Davenport est membre de l'Alabama Music Hall of Fame. 

## Carrière
Charles Edward Davenport naît à Anniston, Alabama, États-Unis, dans une famille de 8 enfants. Il commence à jouer du piano à l'âge de 12 ans avec sa mère, organiste d'église. Son père, qui est pasteur, s'oppose fortement à ses aspirations musicales et l'envoie dans un séminaire théologique, d'où il est expulsé en 1911 pour avoir joué du ragtime. 
Après avoir travaillé comme pianiste dans la région de Birmingham, en Alabama, Davenport rejoint vers 1914 le Banhoof's Traveling Carnival, un medicine show itinérant. En 1917, il est engagé comme pianiste dans une maison close de la Nouvelle-Orléans. Sa première renommée lui vient en tant qu'accompagnateur des chanteusees de blues Dora Carr, Ivy Smith ou Bessie Smith dans le circuit T.O.B.A. Davenport et Carr jouent dans un numéro de vaudeville appelé « Davenport & Co », et il joue avec Smith sous le nom des « Chicago Steppers »,. Il joue également avec Tampa Red. Davenport enregistre pour de nombreuses maisons de disques, dont Vocalion, pour laquelle il officie aussi en tant que talent scout, c'est-à-dire « découvreur de talents ». Davenport subi un accident vasculaire cérébral en 1938 et perd le mouvement dans ses mains. Son jeu de piano en est diminué. Il lavait la vaisselle lorsqu'il a été retrouvé par le pianiste de jazz Art Hodes. Hodes l'assiste dans sa rééducation et l'aide à trouver de nouveaux contrats d'enregistrement. 
Cow Cow Blues, enregistré en 1925, est son air le plus célèbre. Ce « cow cow » dans le titre fait référence au cowcatcher, le « chasse-bestiaux » qu'on trouve à l'avant des locomotives américaines. L'imitation du bruit produit par les roues du train est un thème distinctif du boogie-woogie, et Cow Cow Blues est l'un des morceaux de piano boogie-woogie les plus populaires jamais enregistrés. Cette popularité lui vaut son surnom de « Cow Cow » Davenport. En 1953, Cow Cow Blues sera une influence pour le titre Mess Around écrit par Ahmet Ertegün pour Ray Charles, qui est la première étape de Charles pour s'éloigner de son style à la Nat King Cole, et dans le style qu'il utilisera tout au long des années 1950 pour Atlantic Records. 
La chanson Cow-Cow Boogie (Cuma-Ti-Yi-Yi-Ay) (1943) est probablement nommée ainsi pour lui, mais il n'en est pas l'auteur. Elle est écrite par Benny Carter, Gene de Paul et Don Raye. Elle combine l'engouement pour les « Western song » alors populaires (par exemple I'm an Old Cowhand de Johnny Mercer) avec la mode du boogie-woogie interprété par les big bands. Le morceau est écrit pour le film Ride 'Em Cowboy d'Abbott et Costello. 
Davenport affirme être le compositeur de Mama Don't Allow It. Il prétend également avoir écrit le tube de Louis Armstrong I'll be Glad When You're Dead (You Rascal You), mais en avoir vendu les droits d'auteurs à d'autres. 
Il meurt en décembre 1955 à Cleveland, Ohio, d'athérosclérose et est enterré au cimetière Evergreen à Bedford Heights, Ohio.

## Discographie
- 1976 - Cow Cow Blues, dans Vocalion 1928–1930 (The Piano Blues Vol. 3), Magpie Records, Magpie PY 4403
- 1979 - Cow Cow Davenport: Alabama Strut, Magpie Records, Magpie PY 1814
- 1979 - Cow Cow Blues, Oldie Blues, OL 2811[8]